# Łobzowo (Sępopol)
Łobzowo (deutsch Louisenhof) ist ein Ort in der polnischen Woiwodschaft Ermland-Masuren. Er gehört zur Gmina Sępopol (Stadt- und Landgemeinde Schippenbeil) im Powiat Bartoszycki (Kreis Bartenstein).

## Geographische Lage
Łobzowo liegt in der nördlichen Mitte der Woiwodschaft Ermland-Masuren, elf Kilometer östlich der Kreisstadt Bartoszyce (deutsch Bartenstein).

## Geschichte
Der kleine Ort – vor 1826 Louisenhöfchen genannt – bestand aus einem Gut und einem Waldhaus, letzteres lag 1,3 Kilometer südlich des Guts. In zwei Vorwerke anteilig auf die Nachbargüter Rückgarben (polnisch Rygarby) und Wöterkeim (polnisch Wiatrowiec) aufgeteilt wurden diese am 8. September 1874 zur Bildung des Gutsbezirks Louisenhof zusammengeführt. Der Gutsbezirk Louisenhof wurde zeitgleich in den Amtsbezirk Wöterkeim im ostpreußischen Kreis Friedland (ab 1927 in „Kreis Bartenstein“ umbenannt) eingegliedert. Im Jahre 1910 zählte er 135 Einwohner.
Am 30. September 1928 gab Louisenhof seine Eigenständigkeit auf und schloss sich mit den Gutsbezirken Rückkgarben und Wöterkeim zur neuen Landgemeinde Wöterkeim (polnisch Wiatrowiec)zusammen.
Nach der in Kriegsfolge 1945 erfolgten Abtretung des gesamten südlichen Ostpreußen an Polen bekam Louisenhof die polnische Namensform „Łobzowo“. Heute ist das Dorf eine Ortschaft innerhalb der Stadt- und Landgemeinde Sępopol (Schippenbeil) im Powiat Bartoszycki (Kreis Bartenstein), von 1975 bis 1998 der Woiwodschaft Olsztyn, seither der Woiwodschaft Ermland-Masuren zugehörig.

## Kirche
Bis 1945 war Louisenhof in die evangelische Kirche Schippenbeil (polnisch Sępopol) in der Kirchenprovinz Ostpreußen der Kirche der Altpreußischen Union, außerdem in die römisch-katholische Kirche Bartenstein (polnisch Bartoszyce) im damaligen Bistum Ermland eingepfarrt.
Heute gehört Łobzowo katholischerseits zur Pfarrei Sępopol (Schippenbeil) im jetzigen Erzbistum Ermland, evangelischerseits zur Kirche in Bartoszyce, einer Filialkirche von Kętrzyn (Rastenburg) in der Diözese Masuren der Evangelisch-Augsburgischen Kirche in Polen.

## Verkehr
Łobzowo liegt östlich einer Nebenstraße, die von Sępopol nach Wiatrowiec führt.
Ein Bahnanschluss besteht nicht mehr. Bis zur Jahrhundertwende 20./21. Jahrhundert war Wiatrowiec Warmiński die nächste Bahnstation. Sie lag an den Bahnstrecken Wöterkeim–Schippenbeil (Kleinbahn) und Königsberg (Preußen)–Preußisch Eylau–Bartenstein–Lyck ff., die 1991 bzw. 2002 geschlossen wurden bzw. nur noch von und bis Korsze (Korschen) befahren werden.